# Александър Монин
Александър Монин е руски рок певец, вокалист на групите Круиз и ЭВМ.

## Биография
Роден е през 1954 в Будапеща, където е служил баща му – летец от съветската армия. През 1961 Александър за първи път чува Елвис Пресли и се увлича по рок енд рола. В ученическите си години създава първата си група, където е барабанист и вокал. През 1976 започват първите му изяви на професионалната сцена. Първоначално е вокал на няколко групи в Сургут, докато през 1978 заедно с Валерий Гайна, Александър Кирницкий и Всволод Королюк създават група „Магистрал“. Тя се смята за предшественик на група Круиз, тъй като и четиримата музиканти стават членове на Круиз. През 1978 те са поканени в групата „Молодые голоса“.
През 1980 г. е създадена Круиз, а още първият ѝ албум – „Крутится волчок“, прави популярни членовете ѝ в целия Съветски съюз. През 1984 групата е разформирована с указ на министерството на културата на СССР, а Монин и Григорий Безуглий основават ЭВМ. За своето шестгодишно съществуване групата записва 2 албума, но е издаден само вторият – „Здравствуй, дурдом“, записан през 1990 г. През 1992 Монин и Безуглий възраждат разпадналата се 2 години по-рано Круиз. Издадени са двойният албум „Всем стать“, както и „Ветераны рока“, в който попадат песните от албума на ЭВМ. На 27 август 2010 Монин умира от перитонит.
В памет на певеца всяка година се провежда Good Monin Fest.